# Прапор Рієки

Прапор Рієки, триколор Рієки (tricolore fiumano) — історичний державний прапор і прапор міста Рієка з горизонтально розташованими кольорами червоно-жовто-синього кольору, створений у середині XIX століття як символ особливого політичного автономного статусу Рієки в Австро-Угорській монархії та державності Рієки — Вільної держави Рієка.

## Історія
За указом Марії Терезії 1779 року Рієка, до того часу володіння Габсбургів і під австрійською короною, дарує місто угорській короні св. Стефана як Corpus separatum hungaricum. Так починається угорське панування над Рієкою, а також її прискорений розвиток. За свідченням старожилів Рієки, записаним Коблером, ще до французької окупації в 1809 році, під угорським правлінням, на міському штандарті майорів австрійський прапор (червоно-біло-червоний) з гербом герб Рієки між двома святими покровителями в білому полі місто (св. Вид і св. Модесто), і прапор (спис) також був пофарбований у ті кольори. Те ж саме тривало під австрійською адміністрацією (1814—1823) та угорською адміністрацією до 1835 року. Лише того року на стовпі міста було встановлено угорський червоно-біло-зелений прапор із гербом Рієки посередині, але без покровителя міста.
31 серпня 1848 року хорватські війська бана Єлачича, які захопили місто, зняли угорський прапор. 26 листопада комісар Рієки від Єлачича просить міську владу «з власної ініціативи» урочисто змінити прапор на червоно-біло-синій і виставити над містом цей хорватсько-словонський прапор із гербом Рієки посередині. Проте, він скаржиться, що жителі Рієки не хочуть хорватського прапора, а угорського. Рієцька асамблея пропонує вивісити попередній австрійський прапор, як це було раніше, але комісар відмовляється. З нагоди святкування придушення віденського повстання вояками Єлачича, його комісар наказує, щоб хорватсько-слов'янський прапор був урочисто виставлений на річковому причалі.

### Створення прапора Рієки
Як зазначає далі пан Коблер, через кілька років, коли було визнано політичну автономію міста, під час публічних урочистостей на списі перед міським муніципієм (на Пьяцца Верде, нині площа Коблера) з'явився новий прапор з кольорами, взятими зі стрічки навколо герба Рієки з 1659 р. (кармін-жовтий-темно-синій). Перша ідея, щоб це були кольори міста, виникла в 1846 році, оскільки вони хотіли використовувати зовнішній знак, щоб вказати на свою віддаленість від угорської адміністрації, тобто на свій особливий політичний статус, тому магістрати запропонували ці кольори для уніформи міська поліції, але рада патриціїв відхилила цю пропозицію, оскільки вони не мали зла на угорську владу. Цю ідею сприйняли жителі Рієки, які навесні та влітку 1848 року носили кокарди трьох кольорів Рієки, а в листопаді того ж року Рада магістратів ухвалила рішення про уніформу в кольорах Рієки, а також 29 листопада Комітет безпеки заборони ухвалив рішення замінити форму Рієки на хорватську, але цього не було зроблено.
Немає інформації, до якого часу використовувався триколор Рієки. Коблер стверджує, що в 1859 році австрійський імператор дав місту Рієка право знову використовувати австрійський прапор із зображенням герба Рієки та святих покровителів у центрі прапора. Також 25 травня 1862 р. у Гробнику, без магістратів Рієки, відбулася велика хорватська церемонія, на якій прапор Рієки був освячений у присутності Й. Ю. Штоссмаєра. Інформація про те, що це був за прапор, відсутня але, судячи з усього, це був не триколор Рієки, а хорватський прапор, призначений для Рієки, можливо, з гербом Рієки посередині.

Ескіз Д'Аннунці прапора створення Республіки Фіуме

Після повернення Рієці статусу окремої автономії Угорщини, на прохання жителів Рієки в 1869 році ситуація змінилася позитивно і щодо прапора Рієки. У літературі йдеться про те, що ініціатива про зміну міського прапора та прийняття нового, на зразок того, що був запропонований у 1846 р., була піднята на міських зборах 19 лютого 1870 року групою радників на чолі з д-ром. Феліче Джаккі. Оскільки пропозицію було прийнято, запитали думку Міністерства внутрішніх справ Угорщини, і 18 листопада 1870 р. губернатор отримав дозвіл на використання прапора. Згадується Рієцький герб зі святими на прапорі. Джерело появи прапора не згадується, і дивно, що Джованні Коблер, сучасник тих подій, не згадує про цю подію. Оскільки Коблер, пишучи про історичний прапор Рієки після 1848 року, згадує лише триколор без будь-якого герба, твердження, що з 1870 року «прапор Рієки був основою герба Рієки разом зі святими покровителями», стає дуже переконливим. невизначений. В основному прапор Рієки (темно-червоний — золотисто-жовтий — темно-синій) використовувався з 1870 року до розпаду Австро-Угорської монархії.
Подібно до того, як історія починається з варварів, так Д'Аннунціо, займаючи Рієку, рахується з культурною та історичною унікальністю Рієки, тому він обезголовлює Рієцького орла на міській вежі, а прапор Рієки як символ автономії Рієки йому заважає, і скрізь він виставляє лише прапор Італійського королівства, а також винаходить новий прапор міста Рієки (т. зв. італійської адміністрації Фіуме), на тьмяно-червоному тлі зі змією, яка кусає свій хвіст і утворює ідеальне коло (Уроборос), символ досконалості та вічності, посередині якого розташоване сузір'я Великої Ведмедиці. Морський орієнтир, до якого, з декларацією про створення, італійська адміністрація Кварнеру (8. IX. 1920), на церемоніальному прапорі він додав прапор Рієки вгорі ліворуч, і італійський прапор праворуч, а внизу додав смугу з девізом «Quis contra nos?» (Хто проти нас?).

### Національний прапор
Зі створенням Вільної держави Фіуме (Stato libero di Fiume, 1921—1924) прапор Рієки без герба стає державним прапором міжнародно визнаної країни. Цікаво, що такого прапора (з таким горизонтальним розташуванням кольорів) немає в жодній країні світу. Після приєднання значної частини вільної держави Рієка до «материнської країни», Королівства Італія (Римський договір), герб міста (одноголовий орел) змінено, і в офіційному використанні дозволений лише національний прапор Італії. Але жителі Рієки ніколи не відмовляються від свого прапора, який вони використовують у неофіційних випадках, і для свого футбольного клубу Фіумана (Unione sportiva Fiumana) вони використовують кольори прапора Рієки в гербі та одязі (червоні футболки, жовті шорти та сині шкарпетки). Після заснування провінції Кварнер (Provincia del Carnaro) король Вікторіо Емануїл III. У 1929 році він нагородив її гербом, прапором і печаткою. Прапор блакитного кольору з червоно-чорним гербом із фасцією, над якою золотими літерами в дузі написана назва провінції, але, здається, цей прапор ніколи не використовувався.

### Післявоєнна ситуація
Після того, як Рієку вдруге у ХХ столітті приєднали до «матері країни», Хорватії, як частини Югославської федерації, кожна ідентичність Рієки піддається нападам хорватських «соціалістичних патріотів», які зображують її як непопулярну та антихорватську, оскільки, зга ними, Рієка «історично належить Хорватії», тому антихорватський прапор Рієки заборонений. За свідченнями старожилів Рієки, триколор Рієки використовувався до 1947 року, тобто до Паризької угоди, коли провінція венеція-Джулія de iure відійшла до ФНРЮ, а нове населення Рієки стало своїм. 1966 року муніципалітет Рієки оголошує конкурс на прапор і герб Рієки, і вибрано рішення Доріана Соколіча, яке нагадує прапор веслувального клубу (світло-блакитний з двома білими трикутниками, що представляють дельту Рієки).

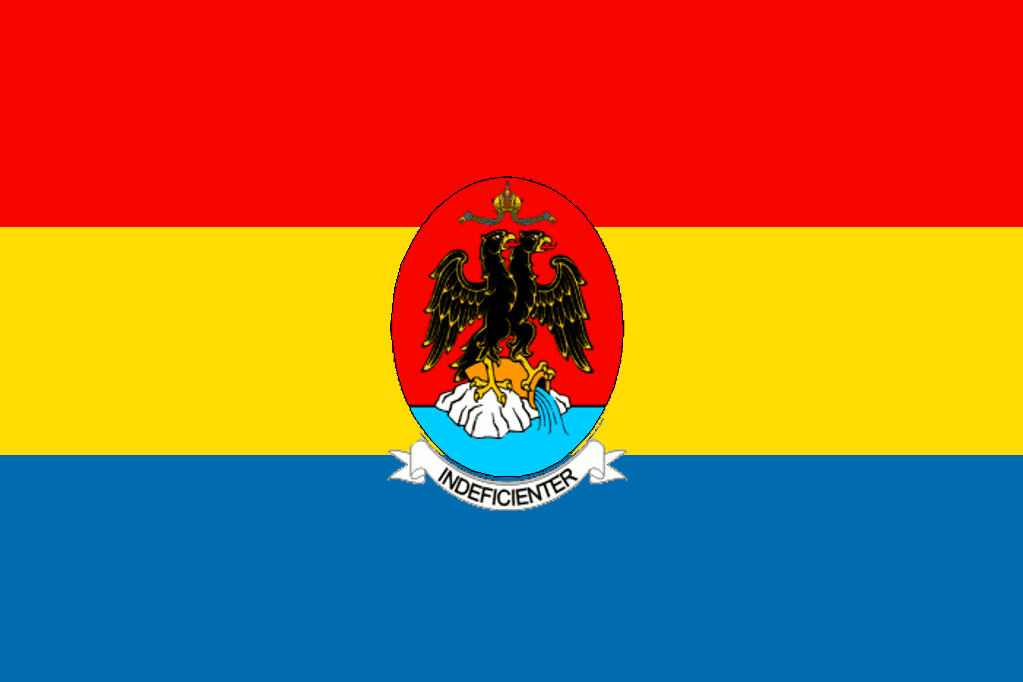
Дизайн прапора Рієки запропонований у 1998 році. Кольори вставленого герба не відповідають оригіналу грамоти Леопольда I, факсиміле якого було опубліковано в «Мемуарах» Джованні Коблера III. стор. 128/129

Після рішення міської ради від 1998 року про повернення історичного прапора Рієки з гербом Рієки, Міністерство адміністрації в Загребі відхиляє цей прапор із «обґрунтуванням»: «Хоча оригінальний дизайн мав історичну основу, сьогодні його вживають іредентисти т. зв. „Асоціація вільного муніципалітету Рієки в екзилі“, тому його вживання не вважається доцільним».
Прапор, який зараз офіційно використовується, був прийнятий 26 березня 1998 року. Прапор бірюзово-блакитного кольору (ультрамарин) з яйцем у жовтій рамці із зображенням двоголового орла. Цей варіант блакитного (ультрамаринового) виправдовується одним із кольорів, які нібито були на оригінальному історичному прапорі. Традиційний прапор Рієки, червоно-жовто-синій горизонтальний триколор на основі кольорів герба (кармін-жовто-темно-синій) можна побачити в неофіційному використанні на мітингах протесту, він використовувався під час проголошення Творчої Республіка Бенчич, футбольними фанатами, на карнавалі тощо, а також у 2020 році. Міська рада вирішує, що історичний прапор Рієки зі вставленим гербом використовується як церемоніальний прапор Рієки.

## Дискусії
Про Рієцький триколор без герба чи з гербом точаться суперечки. Деякі вказують на те, що оригінальний триколор Рієки був створений у середині ХІХ століття без герба, оскільки герб Рієки містився лише на прапорах правителів Рієки (на прапорах Австрії, Угорщини та Хорватії), а також для прапора Рієки (з кольорами герба з MDCLIX) не було потреби в додатковому гербі на прапорі, а інші вимагають варіантів прапора, які з'явилися в минулому. Для святкового прапора з 2020 року вирішено варіант із зображенням герба та зміненими відтінками кольору (світло-блакитний замість темно-синього, як у смузі навколо герба).

###### Геральдика
За традиційним геральдичним тлумаченням, кольори прапора Рієки мають такі значення: Кармін (червоний) — колір вогню і крові, тому він асоціюється з енергією, війною, небезпекою, силою, владою і рішучістю, а також з пристрастю, бажанням і любов'ю. Це емоційно насичений колір. Жовтий — колір сонця. Він асоціюється зі щастям, радістю, інтелектом і енергією. У геральдиці жовтий символізує честь і вірність. Блакитний колір — це колір неба і моря. Він часто асоціюється з глибиною і стабільністю. Він символізує довіру, відданість, мудрість, впевненість, розум, віру, правду та небо. У геральдиці він використовується як символ щирості.
Триколор Рієки зображений на картинах «Слава Рієки» Г. Бутковича та «Італія про смерть» Карла Вострі, а також зустрічається на медалях і значках.